# Marc Morial

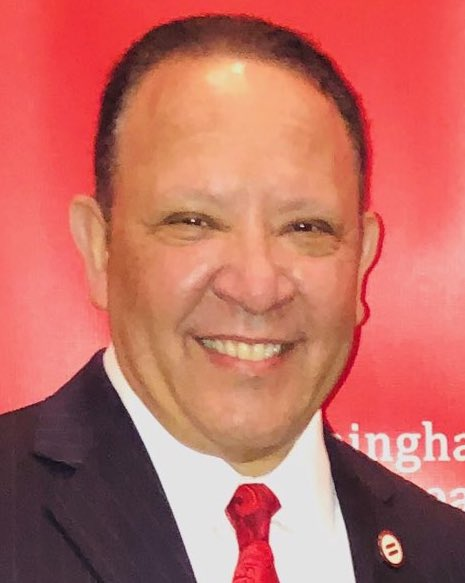
Marc Morial (2018)

Marc Haydel Morial (* 3. Januar 1958 in New Orleans, Louisiana) ist ein US-amerikanischer Politiker (Demokratische Partei) und Bürgerrechtler.

## Karriere
Marc Morial studierte an der University of Pennsylvania sowie an der Georgetown University in Washington, D.C. Schon während seines Studiums arbeitete er für den Abgeordneten des US-Repräsentantenhauses, Mickey Leland. Nach seinem Studium ging er zurück nach New Orleans und war zunächst für Barham and Churchill tätig, ehe er 1985 seine eigene Anwaltskanzlei eröffnete. Von 1994 bis zum Jahr 2002 war er als Nachfolger von Sidney Barthelemy Bürgermeister von New Orleans, der damals jüngste in diesem Amt und einer der jüngsten in einer US-amerikanischen Großstadt überhaupt. Als dieser war er von 2001 bis 2002 zudem der Vorsitzende der United States Conference of Mayors. Seine erste Wahl zum Bürgermeister mit dem Versprechen, das Rathaus mit einer Schaufel zu säubern („...clean out City Hall with a shovel not a broom.“) gewann er 1994 mit 54 % gegen Donald Mintz. 1998 wurde er mit 80 % im Amt bestätigt. Zuvor war er von 1992 bis 1994 Mitglied im Senat von Louisiana gewesen. Bereits sein Vater Ernest Nathan Morial hatte von 1978 bis 1986 das Bürgermeisteramt in New Orleans ausgeübt.
Morial setzt sich für die Rechte der Afroamerikaner ein und ist seit 2003 President der National Urban League, der größten und ältesten Bürgerrechtsbewegung in den Vereinigten Staaten. Der Rechtsanwalt hat mehrere Bücher geschrieben und verfasst regelmäßig Kolumnen für diverse Zeitungen. Er ist mit der CBS-Journalistin Michelle Miller verheiratet, sie haben zwei Kinder.